# Golzow (Mittelmark)

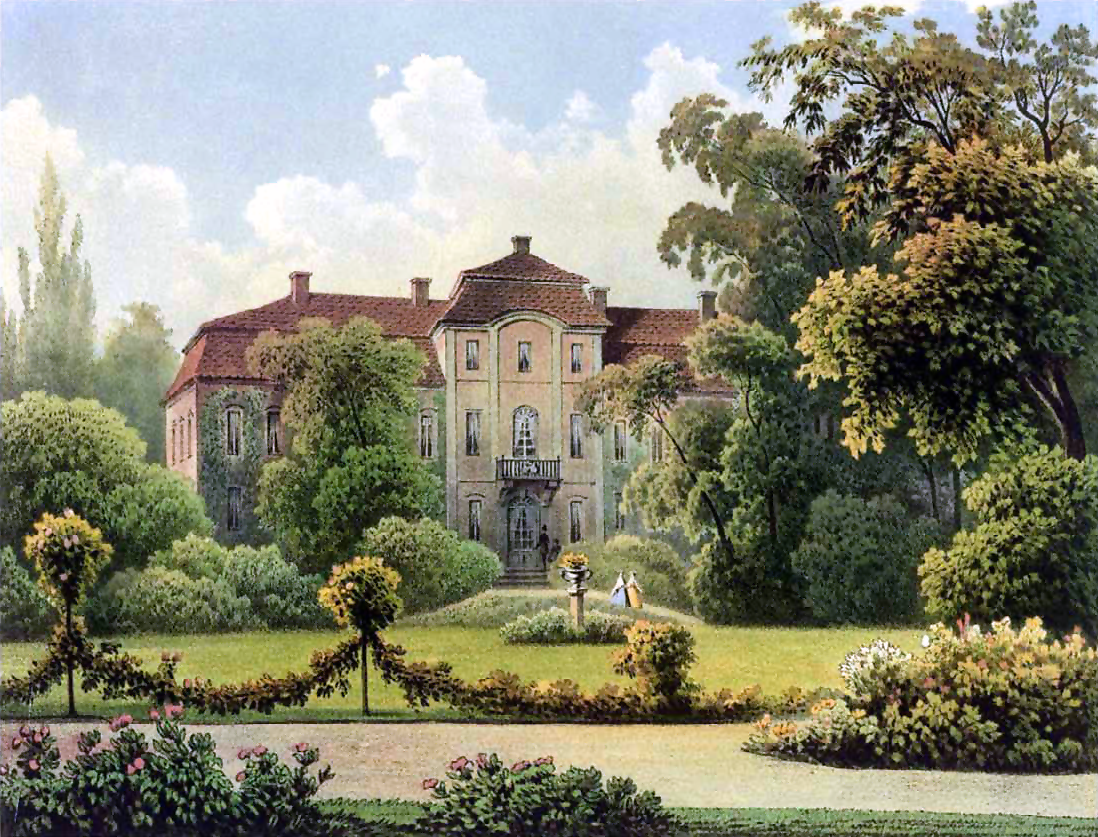
Schloss Golzow um 1863/64 (Sammlung Duncker)

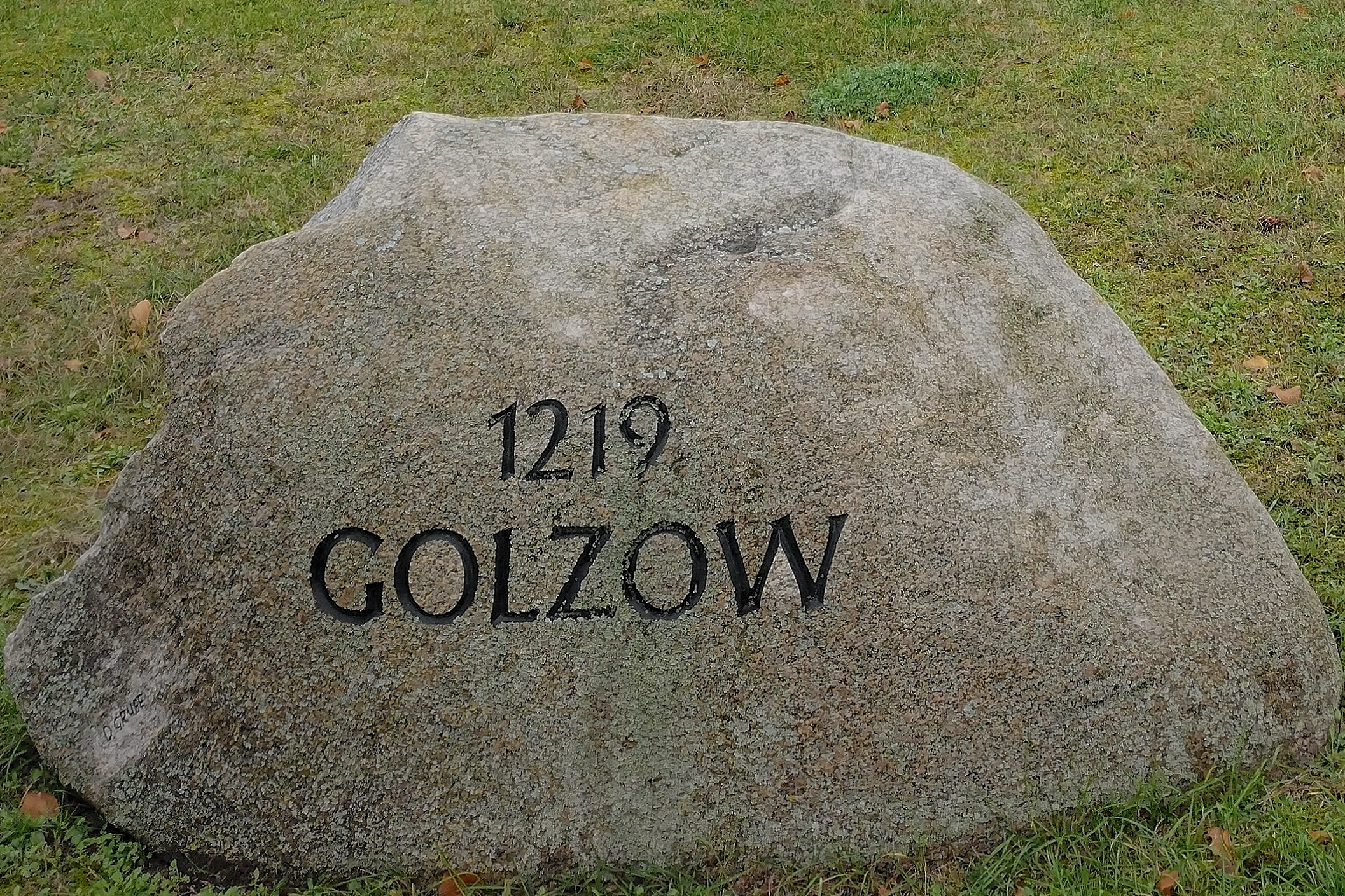
Datumsstein: Erste urkundliche Erwähnung

Golzow ist eine Gemeinde im Zentrum des Landkreises Potsdam-Mittelmark in Brandenburg. Sie wird vom Amt Brück verwaltet.

## Geographie
Golzow liegt rund 14 Kilometer nördlich von Bad Belzig und rund 19 Kilometer südlich von Brandenburg an der Havel am Flüsschen Plane. Der Ort befindet sich südlich der Zauche zwischen dem Golzower Busch, der am Nordrand der Belziger Landschaftswiesen im Baruther Urstromtal eine der wenigen Waldzonen bildet und dem ausgedehnten Forstgebiet der Zauche. Durch das westliche Gemeindegebiet fließt die Temnitz.

## Gemeindegliederung
Zur Gemeinde Golzow gehören die bewohnten Gemeindeteile Grüneiche, Hammerdamm, Lucksfleiß und Müggenburg sowie die Wohnplätze Königsberg und Pernitz.

## Geschichte
Eine Wasserburg Golzow, gelegen zwischen den Westhängen der Zauche und dem Hohen Fläming, wurde 1219 urkundlich erwähnt: usque bruch seu golsowe (1236 und 1313 „Golzowe“, 1329 „Goltzowe“). In letzterer Urkunde findet sich erstmals die Erwähnung des Ludwig von Rochow, und 1335 traten die Gebrüder Wichard, Betecke und Hans von Rochow dem Markgrafen Ludwig den „Kapdung“ (eine bewaldete Wiesenfläche südlich von Golzow zwischen der Plane und Temnitz) und das Städtchen „zu der Gelzowe“ nebst dem Zoll, den beiden Mühlen, dem Vorwerk, Weingarten u. a. m. ab, wofür sie mit anderweitigen Gütern entschädigt wurden, da sie anscheinend nicht belehnt waren, sondern die Güter im Pfandbesitz hatten. Nach einigen Besitzwechseln lösten die Cousins Johann, Henning und Wichard von Rochow um das Jahr 1350 die Besitzungen aus und bauten die „Mickeburg“ mit ihren Befestigungen aus. Ihre Aufwendungen dafür waren so hoch, dass der Markgraf sich im Jahre 1351 genötigt sah, ihnen „das Haus und Städtchen Golzow mit Äckern, dem Holze Kapedunk und das Havelbruch zu rechten Lehne“ zu überlassen. Zugleich bestätigte er ihnen den Besitz der Güter, welche sie bereits vorher besaßen.
Im Schutz der Burg entwickelte sich dann die Gemeinde. Brände und Kriege vernichteten die Burg, auf deren Ruine im Jahre 1685 ein Herrenhaus im Barockstil gebaut wurde. Es wurde am Ende des Zweiten Weltkriegs zerstört. Golzow war als Rittergut mit einigen Vorwerken der älteste Besitz der Rochows in der Mittelmark. Nach dem 1879 erstmals amtlich publizierten Generaladressbuch der Rittergutsbesitzer für Preußen gehörten zum Gut noch eine Brennerei, gesamt 1339 ha. Der damalige Besitzer von Rochow wohnte als aktiver Offizier in Potsdam.
An den Besitz von Golzow war auch ein Sitz im Preußischen Herrenhaus verbunden, als Vertreter seines Adelsgeschlechts und der Mittelmark. Wichard von Rochow-Golzow nahm diese Position ein, war auch Vorsitzender des Rochowschen Familienverbandes und Rechtsritter des Johanniterordens. Da er keine männlichen Erben hinterließ übernahm die Erbengemeinschaft seiner vier Töchter das Gut Golzow. Vor der großen Wirtschaftskrise 1929/1930 bestand das Rittergut Golzow mit den Vorwerken Müggenburg, Hammerdamm, Desmathen und Rittergut Grüneiche aus 1908 ha, inklusive des Waldbestandes von 663 ha. Gutsverwalter und Bevollmächtigter war der Schwiegersohn Korvettenkapitän a. D. Harald von Jorck.
Im November 1944 verlagerte das von Konteradmiral a. D. Hermann Lorey geleitete Zeughaus in Berlin die bis zu diesem Zeitpunkt seit Juni 1943 in Graudenz gelagerten Museumsbestände (Fahnen und Standarten) nach Westen. Von den sieben Waggons, die im November 1944 Graudenz verließen, wurden fünf durch Artilleriebeschuss zerstört und zwei erreichten im Januar 1945 ihre Bestimmungsorte Golzow und Gebersdorf. Bei der Zerstörung von Schloss Golzow durch Kampfhandlungen im April 1945 verbrannte das Gros der dort untergebrachten etwa 1300 Fahnen.
Nach der deutschen Wiedervereinigung 1990 befand sich auch Golzow in einem tiefen Umbruch. Dem unmittelbaren Niedergang der LPG und anderer staatlicher Betriebe folgte die infrastrukturelle Erneuerung in den 1990er Jahren. Heute findet man in Golzow zahlreiche Einzelhandelsunternehmen sowie eine Vielzahl kleinerer Handwerksbetriebe. Trotz zeitweilig rückläufiger Geburtenzahlen ist die Grundschule „Friedrich Eberhard von Rochow“ erhalten geblieben. Die gleichnamige Realschule wurde allerdings geschlossen.
Golzow gehörte seit 1817 zum Kreis Zauch-Belzig in der preußischen Provinz Brandenburg und 1952 bis 1993 zum Kreis Brandenburg-Land (zunächst im DDR-Bezirk Potsdam, dann im Land Brandenburg). Seit 1993 liegt die Gemeinde im Landkreis Potsdam-Mittelmark.
Im Zuge der brandenburgischen Gemeindegebietsreform von 2002 wechselte Golzow aus dem Amt Lehnin in das Amt Brück und blieb so als eigenständige Gemeinde bestehen. Die Gemeindevertreter wollten damit verhindern, dass Golzow in der Großgemeinde Kloster Lehnin aufgeht. Zuvor schlugen Versuche fehl, mit den umliegenden Gemeinden Reckahn, Krahne, Cammer und Oberjünne zu fusionieren.

## Bevölkerungsentwicklung
| Jahr | Einwohner |
| ---- | --------- |
| 1875 | 913       |
| 1890 | 926       |
| 1910 | 884       |
| 1925 | 898       |
| 1933 | 890       |
| 1939 | 957       |

| Jahr | Einwohner |
| ---- | --------- |
| 1946 | 1 103     |
| 1950 | 1 143     |
| 1964 | 1 587     |
| 1971 | 1 492     |
| 1981 | 1 541     |
| 1985 | 1 509     |

| Jahr | Einwohner |
| ---- | --------- |
| 1990 | 1 487     |
| 1995 | 1 472     |
| 2000 | 1 463     |
| 2005 | 1 398     |
| 2010 | 1 334     |
| 2015 | 1 307     |

| Jahr | Einwohner |
| ---- | --------- |
| 2020 | 1 373     |
| 2021 | 1 379     |
| 2022 | 1 384     |
| 2023 | 1 373     |
| 2024 | 1 372     |

Gebietsstand des jeweiligen Jahres, Einwohnerzahl: Stand 31. Dezember (ab 1991), ab 2011 auf Basis des Zensus 2011, ab 2022 auf Basis des Zensus 2022

## Politik

### Gemeindevertretung
Die Gemeindevertretung von Golzow besteht aus zehn Gemeindevertretern und dem ehrenamtlichen Bürgermeister. Die Kommunalwahl am 9. Juni 2024 führte bei einer Wahlbeteiligung von 69,4 % zu folgendem Ergebnis:
| Partei / Wählergruppe                   | Stimmenanteil 2019 | Sitze 2019 |        | Stimmenanteil 2024 | Sitze 2024 |
| --------------------------------------- | ------------------ | ---------- | ------ | ------------------ | ---------- |
| Freiwillige Feuerwehr Golzow 1928 e. V. | 51,9 %             | 6          | 51,8 % | 6                  |            |
| Unser Golzow                            | 48,1 %             | 4          | 48,2 % | 4                  |            |
| Insgesamt                               | 100 %              | 10         | 100 %  | 10                 |            |

### Bürgermeister
- 2003–2008: Reinhard Mahlow (PDS)[14]
- seit 2008: Ralf Werner[15]

Werner wurde bei der Bürgermeisterwahl am 26. Mai 2019 ohne Gegenkandidat mit 72,7 % der gültigen Stimmen wiedergewählt. Am 9. Juni 2024 wurde er wiederum ohne Gegenkandidat mit 74,1 % der gültigen Stimmen in seinem Amt bestätigt. Seine Amtszeit beträgt fünf Jahre.

## Sehenswürdigkeiten

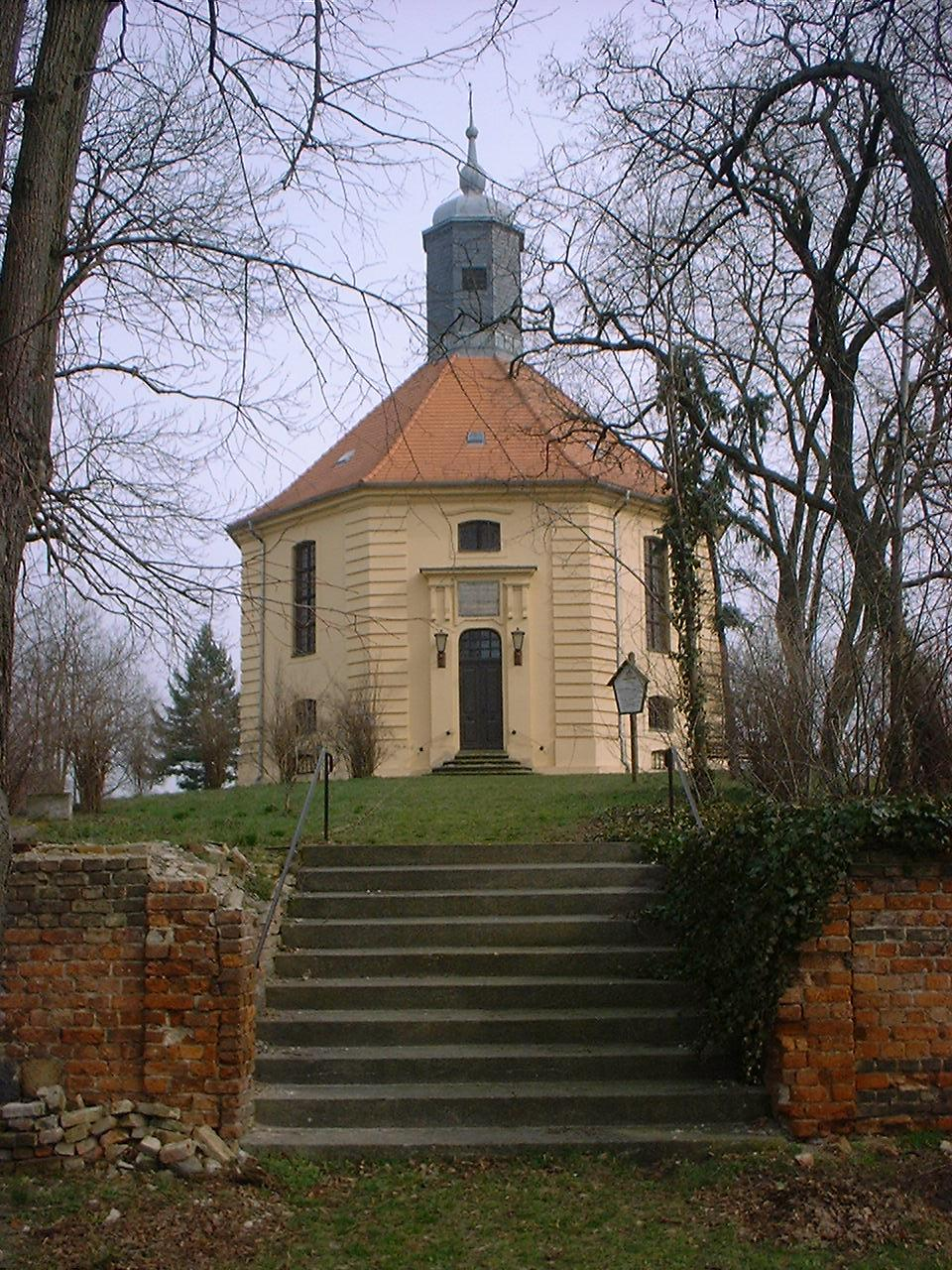
Oktogonale Dorfkirche

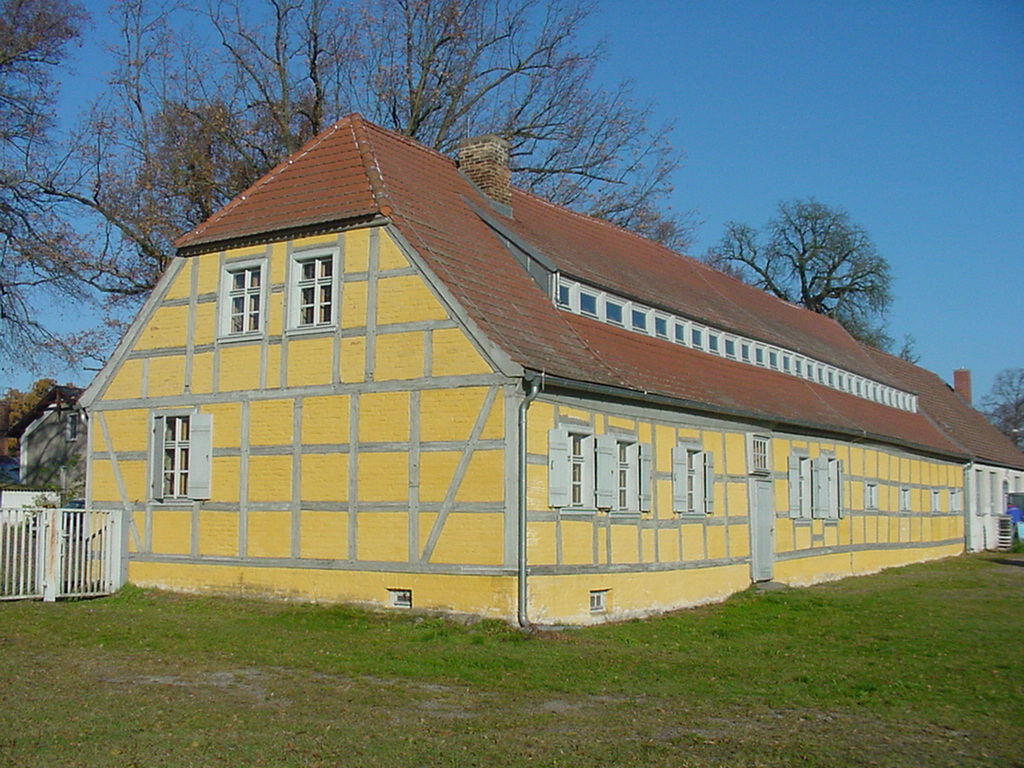
Amtshaus

In der Liste der Baudenkmale in Golzow und in der Liste der Bodendenkmale in Golzow stehen die in der Denkmalliste des Landes Brandenburg eingetragenen Kulturdenkmale.
- Die oktogonale Dorfkirche Golzow wurde im Jahr 1750 im Barockstil auf einem künstlichen Hügel als zweigeschossige Emporenkirche mit Patronatsloge erbaut. Sie erhielt eine im Jahr 1606 gegossene Glocke von Urban Schober aus dem Vorgängerbau und im Jahr 1921 zwei Stahlglocken. In der Gruft befinden sich Särge aus dem 18. und 19. Jahrhundert.
- Das Amtshaus von 1717 war das erste Landratsamt des Zaucheschen Kreises.
- Im Museum „Alte Brennerei“ auf dem Gutshof werden die Kunst des Schnapsbrennens und Gegenstände zur Geschichte des Ortes gezeigt. Auf dem Gelände des Gutes sind alte landwirtschaftliche Geräte ausgestellt.

## Verkehr
Golzow liegt an der Bundesstraße 102 etwa auf halber Strecke zwischen Brandenburg an der Havel und Bad Belzig. Die Landesstraßen L 85 nach Brück und L 86 nach Lehnin beginnen in der Gemeinde. Die Bundesautobahn 2 ist über die Anschlussstelle Brandenburg zu erreichen (ca. 8 km entfernt).
Der öffentliche Personennahverkehr wird unter anderem durch den PlusBus des Verkehrsverbund Berlin-Brandenburg erbracht. Folgende Verbindungen führen, betrieben von der Regiobus Potsdam-Mittelmark, durch Golzow:
- Linie 580: Bad Belzig ↔ Dippmannsdorf ↔ Golzow ↔ Lehnin ↔ Werder ↔ Potsdam
- Linie 581: Bad Belzig ↔ Dippmannsdorf ↔ Golzow ↔ Rotscherlinde ↔ Brandenburg

Der Bahnhof Golzow (b Brandenburg) und der Haltepunkt Golzow Nord lagen an der Brandenburgischen Städtebahn zwischen Brandenburg Hauptbahnhof und Belzig. Die Strecke ist seit 2003 stillgelegt.

## Persönlichkeiten
- Helmut Münch (1939–2024), Politiker (CDU), Abgeordneter im Sächsischen Landtag, in Golzow geboren

## Anmerkung
1. ↑  Anmerkung: „micken“, niederdeutsch für „Umherschauen“, im späteren Sprachgebrauch „Müggenburg“